# 蕭射斗
蕭射斗，贵州贵阳人，清朝政治人物，同進士出身。
同治十三年（1874年）甲戌科進士，三甲一百六十三名，后事不详。